# Fjällkalklav
Fjällkalklav (Endocarpon pulvinatum) är en lavart som beskrevs av Th. Fr. Fjällkalklav ingår i släktet Endocarpon och familjen Verrucariaceae.  Arten är reproducerande i Sverige. Inga underarter finns listade i Catalogue of Life.